# Заграничный паспорт гражданина Германии
Заграничный паспорт гражданина Германии — документ, который выдается для удостоверения личности граждан за пределами Германии.
Его следует отличать от удостоверения о гражданстве Германии.

## Общая информация
Паспорт гражданина Германии выдается только гражданам страны. В соответствии с § 1 абз. 2 Закона о паспортах Германии могут выдаваться следующие виды паспортов:
- бордовый европейский паспорт (нем. ePass) с чипом для хранения биометрических данных[1];
- бордовый детский паспорт без электронного чипа для детей до двенадцати лет;
- зелёный временный паспорт, который выдается на короткий срок;
- должностные паспорта:
  - чёрный дипломатический паспорт, который обычно выдается исключительно дипломатам или высокопоставленным государственным служащим, а также иным лицам в соответствии с Законом о паспортах Германии (напр., депутатам парламента или отдельным служащим министерств);
  - красный (алый) служебный паспорт, который предусмотрен для выдачи представителям государства, не являющимся дипломатами;
  - временный дипломатический или служебный паспорт.

Каждый гражданин Германии может получить паспорт. Исключение составляют несовершеннолетние, которым для получения паспорта необходимо согласие законных представителей. Паспорт гражданина Германии является собственностью Германии.
По состоянию на май 2007 года в Германии было выдано около 28,2 млн европейских паспортов, ежегодно выдается около 400 000 временных паспортов.

## Европейский паспорт

### Внешний вид

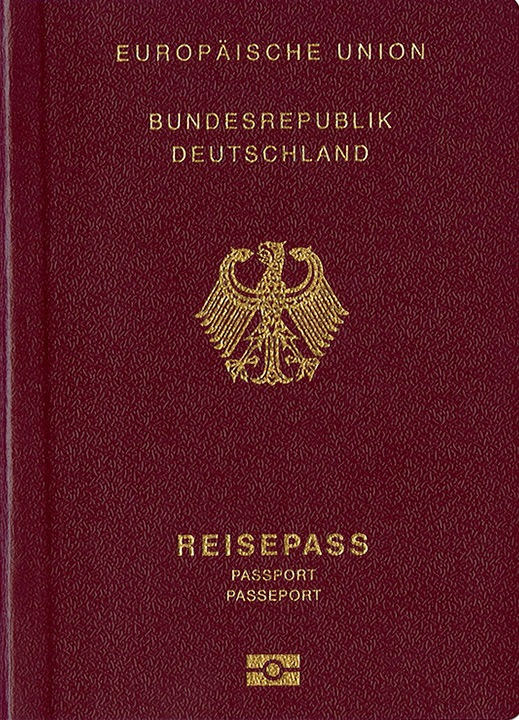
Европейский биометрический паспорт гражданина Германии

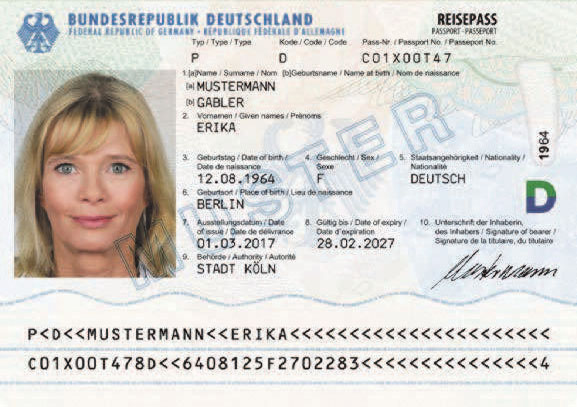
Образец европейского паспорта

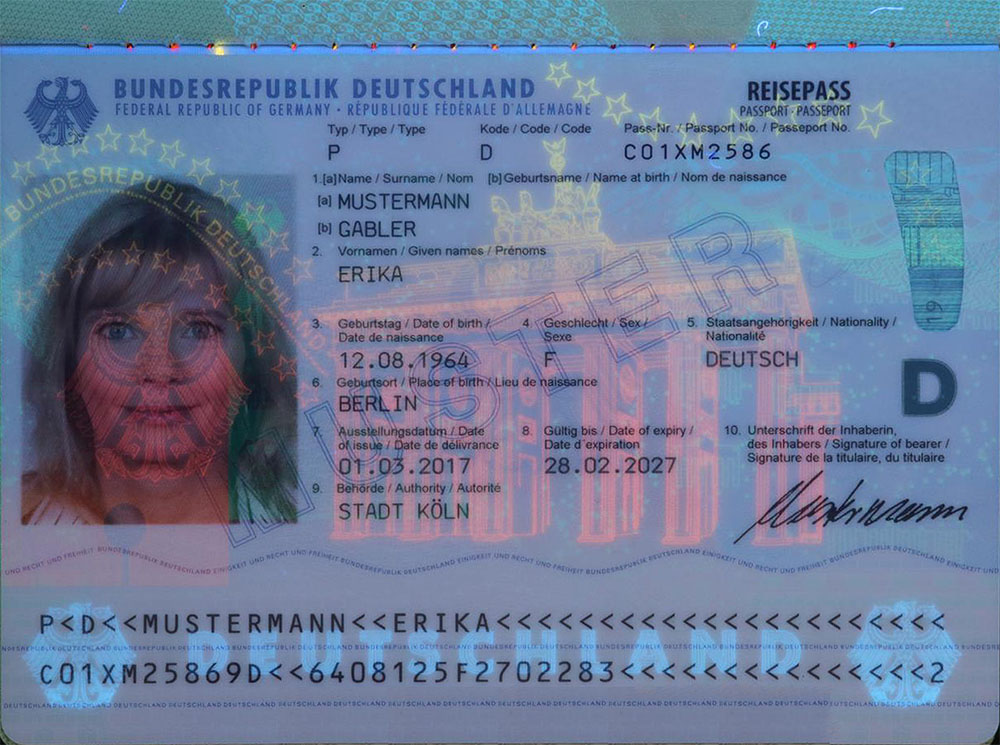
Европейский биометрический паспорт гражданина Германии

Европейский паспорт состоит из бордовой обложки с буквами золотого цвета, внутренних страниц, а также страницы с электронными данными, содержащими информацию о владельце. В настоящем виде паспорта изготавливаются с 1 января 1988 года в Федеральной типографии в Берлине. Вследствие централизованного изготовления в одном месте и включения в паспорт множества данных о владельце срок изготовления такого паспорта увеличился по сравнению с теми странами, в которых паспорт изготавливается непосредственно органом, принявшим заявление на выпуск.
Срок действия паспорта зависит от возраста заявителя: для лиц до 24 лет срок действия составляет 6 лет, для лиц старше 24 лет — 10 лет.
С 1 июля 2003 года лица, много путешествующие, могут подать заявление на выдачу 48-страничного паспорта (обычный паспорт имеет 32 страницы).
Процесс изготовления и выдачи паспорта занимает от трех до шести недель. За дополнительную плату возможно ускоренное оформление в течение двух рабочих дней.
Серийный номер состоит из трех частей:
- четырёхзначное число — код органа;
- пятизначный текущий номер;
- однозначное контрольное число.

В течение одного года после истечения срока действия паспорта у его владельца сохраняется право въезда в отдельные страны (напр., Бельгию, Францию, Грецию, Италию, Лихтенштейн, Люксембург, Мальту, Нидерланды, Австрию, Португалию, Швейцарию, Словению, Испанию).

### Второй паспорт
При надлежащем обосновании причины может быть выдан второй или даже третий паспорт. Например, такая необходимость может возникнуть для въезда в арабские страны после визита в Израиль или вследствие профессиональной деятельности (занятие журналистикой и т. п.) нужно часто подавать заявления о выдаче виз, при этом отсутствие паспорта в течение многих дней является проблематичным. Согласно действующему законодательству Германии в отдельных случаях возможна выдача до десяти паспортов одновременно. Однако следует учитывать, что срок действия дополнительных паспортов ограничивается шестью годами.

### Внесение данных о детях
С 1 ноября 2007 года отсутствует возможность внесения в паспорт информации о детях. С 26 июня 2012 года все уже внесенные ранее данные о детях не имеют силы, а каждый ребёнок обязан иметь собственный европейский паспорт, детский паспорт или удостоверение личности.

## Временный паспорт

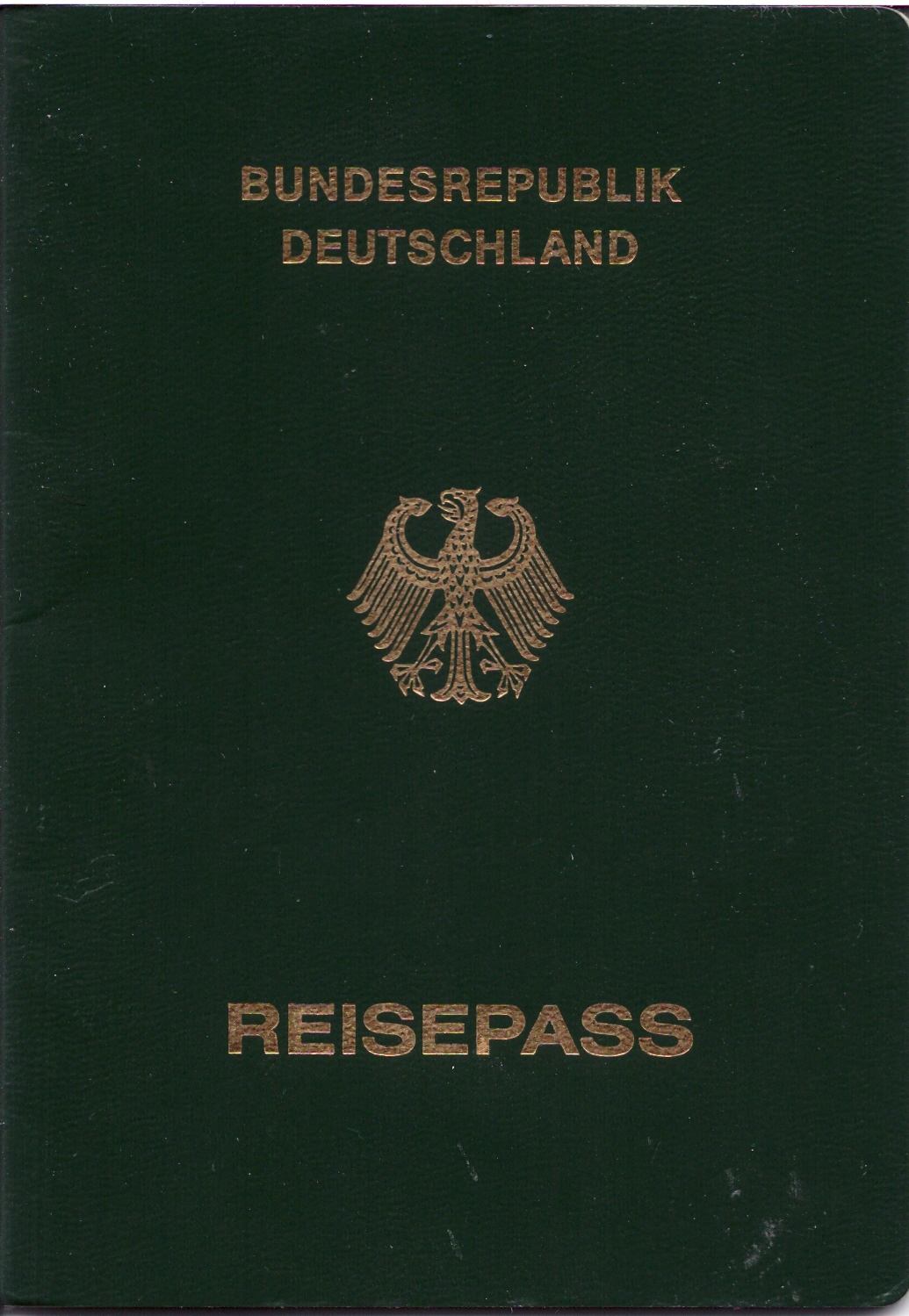
Временный паспорт

Временный паспорт независимо от возраста действителен максимум один год.

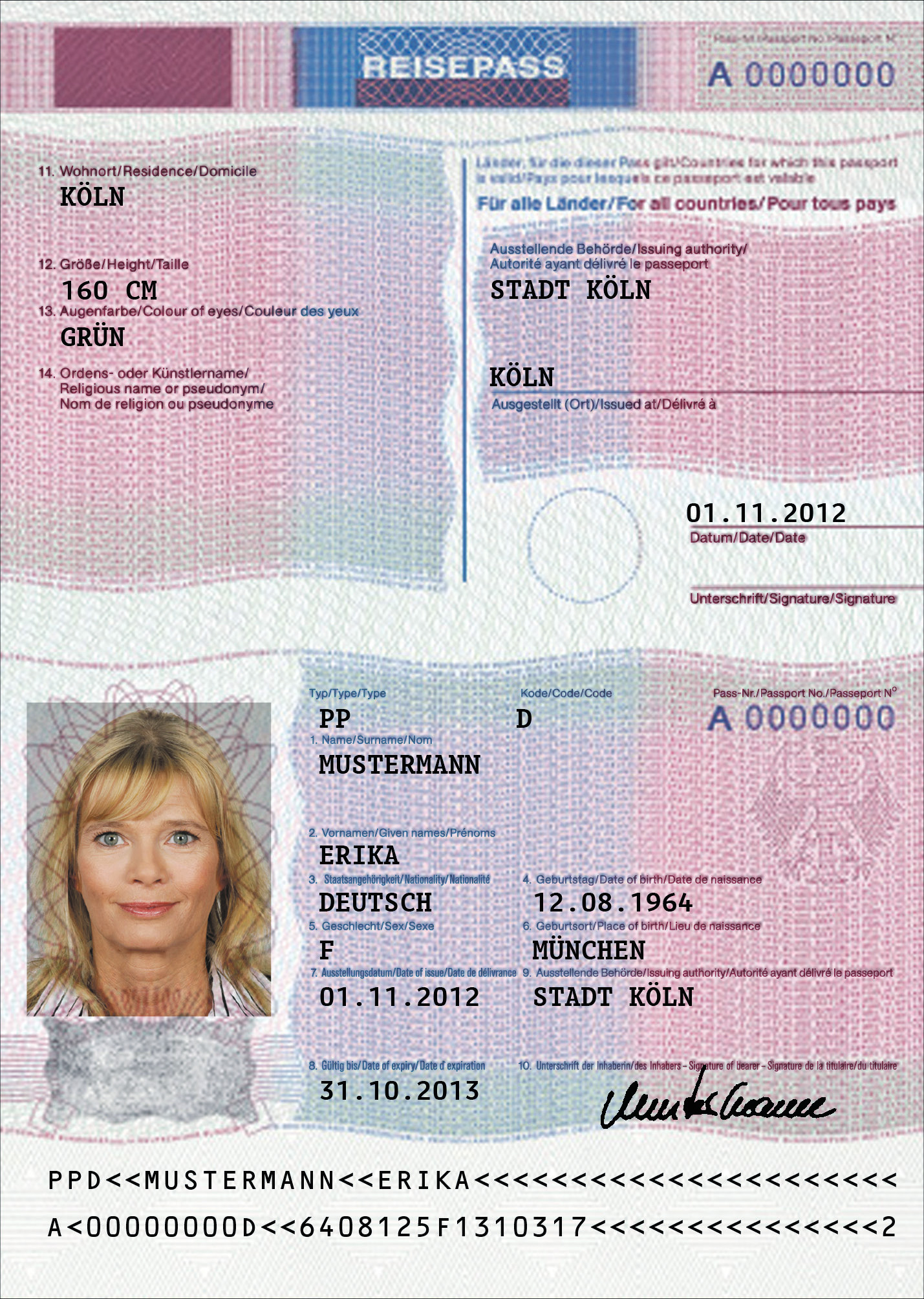
Образец временного паспорта

С 1 мая 2006 года владельцы временного паспорта не могут въехать в США без визы.
Временный паспорт обычно изготавливается немедленно органом, в который подается заявление о выдаче.

## Детский паспорт
С 26 октября 2006 года детский паспорт не дает права въезда в США без визы. Для въезда дети должны иметь европейский паспорт.

## Пошлины и штрафы
При подаче заявления уплачиваются следующие пошлины.
В случае подачи заявления до 24 лет (срок действия шесть лет):
- паспорт (32 страницы): 37,50 евро
- паспорт (48 страниц): 59,50 евро
- экспресс выдача паспорта (32 страницы, готовность в течение 72 часов): 69,50 евро
- экспресс выдача паспорта (48 страниц, готовность в течение 72 часов): 91,00 евро

В случае подачи заявления после 24 лет (срок действия десять лет):
- паспорт (32 страницы): 59,00 евро
- паспорт (48 страниц): 81,00 евро
- экспресс выдача паспорта (32 страницы, готовность в течение 72 часов): 91 евро
- экспресс выдача паспорта (48 страниц, готовность в течение 72 часов): 113 евро

Временный паспорт (срок действия один год): 26 евро.
Вследствие изменения законодательства 1 ноября 2010 года несвоевременное сообщение об утере паспорта, а также считывание персональных и биометрических данных может грозить штрафом вплоть до 30 000 евро.

## Паспорт в ФРГ и ГДР до объединения
В ФРГ паспорта до 1988 года были темно-зеленые, в ГДР до 1990 года — синие.
|  |  |